# Den gustne hest
Den gustne hest er titlen på en roman af Agatha Christie, som blev udgivet i England den 6. november 1961 af Collins Crime Club  med originaltitlen The Pale Horse . Den kombinerer genrerne kriminalroman og spændingsroman. Fortælleren, Mark Easterbrook , optræder ikke i andre af Christies romaner.
Titlen henviser til Johannes Åbenbaring, 6. kapitel, 8. vers.
”Og jeg så en gusten hest, og han som red på den, bar navnet ”Døden”, og Dødsriget var hans følgesvend.
Dette skriftsted er også af væsentlig betydning for plottet i filmen Tombstone, hvor det er Doc Holliday, der rider på den gustne hest.

## Plot
En døende kvinde, Mrs. Davis, afgiver skriftemål til en katolsk præst og betror ham en frygtelig hemmelighed. Præsten bliver kort efter myrdet og alt peger på, at motivet til drabet er de oplysninger, han fik af Mrs. Davis. Muligheden for, at der er overnaturlige kræfter på spil, kan ikke udelukkes, for tilsyneladende kan en clairvoyant kvinde påkalde døden.
Sagen overdrages til politikommissær Lajeune, der imidlertid får hjælp til opklaringen af Easterbrook. Ariadne Oliver bidrager med en værdifuld oplysning, ligesom en ung kvinde, Ginger, er medvirkende til at få efterforskningen på rette spor. Det er dog ikke en af de tre amatører, der finder frem til den egentlige skyldige, men derimod Lejeune. Da der ikke er egentlige beviser må han fremprovokere en tilståelse, før retfærdigheden kan ske.

## Anmeldelser
Anmeldere karakteriserer normalt denne roman som en god Christie med en interessant pointe.
” Glimrende, sent eksemplar –løst struktureret, men med en nådesløs og fantastisk central ide.” 
”I tillæg til det ekstraordinært udspekulerede plot er der mange prisværdige elementer i Den gustne hest. F.eks. er Mrs. Oliver beskrevet på en sådan vis, at hendes ligheder med Mrs. Christie er mere klart trukket op end ellers.”

## Danske udgaver
- Peter Asschenfeldts nye Forlag; bogklub. udgave; 2000. ISBN 87-7880-872-3
- Carit Andersen (De trestjernede kriminalromaner); 1962. (Titel: De ni ubekendte)
- Carit Andersen (De trestjernede kriminalromaner, 53); ny. udgave; 1970. (Titel: De ni ubekendte)